# Lion’s Cup
Lion’s Cup — бывший профессиональный женский теннисный турнир, проводившийся при поддержке Японской Теннисной Ассоциации и WTA между 1978 и 1985 годами, являясь одним из подготовительных соревнований к Australian Open.
Все соревнования прошли в зале. Кубок разыгрывался только в одиночном разряде.

## Финалы прошлых лет
| Год  | Чемпионка              | Финалистка         | Счёт финала |
| ---- | ---------------------- | ------------------ | ----------- |
| 1985 | Крис Эверт (3)         | Мануэла Малеева    | 7-5 6-0     |
| 1984 | Мануэла Малеева        | Гана Мандликова    | 6-1 1-6 6-4 |
| 1983 | Марина Навратилова (3) | Крис Эверт         | 6-2 6-2     |
| 1982 | Крис Эверт (2)         | Андреа Джегер      | 6-3 6-2     |
| 1981 | Марина Навратилова (2) | Крис Эверт         | 6-3 6-2     |
| 1980 | Марина Навратилова     | Трэйси Остин       | 6-4 6-3     |
| 1979 | Трэйси Остин           | Марина Навратилова | 6-2 6-1     |
| 1978 | Крис Эверт             | Марина Навратилова | 7-5 6-2     |